# Salvador Revueltas Olvera
Salvador Revueltas Olvera fue un militar mexicano. Nació en la Ciudad de México, Distrito Federal, el 9 de mayo de 1919. Inició su carrera militar el 15 de enero de 1936, como soldado en el 2/o. batallón de infantería. Ingresó al Heroico Colegio Militar el 9 de enero de 1937, regresando como subteniente de infantería en junio de 1940. El 1 de agosto de 1956 realizó un curso de jefes en la usarcaribe school en el Canal de Panamá, reincorporándose el 31 de diciembre de 1958. 
El 16 de septiembre de 1959 fue comisionado en la Escuela Superior de guerra de Civitavecchia, Italia donde ascendió a teniente coronel el 20 de noviembre de 1959. El 1 de enero de 1961 fue nombrado subjefe del Estado Mayor del cuerpo de guardias presidenciales, donde en noviembre de 1963 ascendió a coronel. El 20 de noviembre de 1968 obtuvo el grado de general brigadier y en 1972 el de brigada.
El 1 de febrero de 1973 asumió el cargo de director del Heroico Colegio Militar, ascendiendo a general de División el 20 de noviembre de 1975. Fue comandante de la 7, 16, 17, y 30 Zonas Militares y agregado militar en la embajada de México en Italia en 1983. El 16 de octubre de 1985 causó baja. 
Murió el 3 de octubre de 2004, en la Ciudad de México, llamada en ese entonces Distrito Federal, cuando era comandante general de la legión de honor mexicana. 